# Novîi Dorohîn, Narodîci
Novîi Dorohîn (în ucraineană Новий Дорогинь) este localitatea de reședință a comunei Novîi Dorohîn din raionul Narodîci, regiunea Jîtomîr, Ucraina.

## Demografie
Componența lingvistică a localității Novîi Dorohîn
     Ucraineană (98,99%)
     Alte limbi (1,02%)
Conform recensământului din 2001, majoritatea populației localității Novîi Dorohîn era vorbitoare de ucraineană (98,99%), existând în minoritate și vorbitori de alte limbi.